# Polavaram
Polavaram är en ort i Indien.   Den ligger i distriktet West Godāvari och delstaten Andhra Pradesh, i den centrala delen av landet, 1 300 km söder om huvudstaden New Delhi. Polavaram ligger 31 meter över havet och antalet invånare är 43 710.
Terrängen runt Polavaram är kuperad norrut, men söderut är den platt. Runt Polavaram är det tätbefolkat, med 459 invånare per kvadratkilometer. Det finns inga andra samhällen i närheten. Omgivningarna runt Polavaram är en mosaik av jordbruksmark och naturlig växtlighet.